# ミュンヘン・ニュルンベルク・エクスプレス
ミュンヘン・ニュルンベルク・エクスプレス（München-Nürnberg-Express）とは、ドイツ鉄道の列車で、ニュルンベルク-インゴルシュタット-ミュンヘン高速線を最高速度200km/hで走行する快速列車（RE:RegionalExpress）の名称である。

## 概要
ニュルンベルク-インゴルシュタット-ミュンヘン高速線は、ニュルンベルク～インゴルシュタット間の高速新線（NBS:Neubaustrecke）と、インゴルシュタット～ミュンヘン間の高速改良線（ABS:Ausbaustrecke）から構成されている。本路線は2006年12月10日のダイヤ改正にて本格的な営業運転を開始し、ICEが最高速度300km/hで走行している。
一方、同路線は、バイエルン州最大の都市である州都ミュンヘンと、同州第2の都市であるニュルンベルクを結んでいるが、本路線が開業する前はアウクスブルクまたはレーゲンスブルクを経由する必要があり、距離の割に所要時間がかかっていた。そこで、バイエルン州内の2大都市間の所要時間短縮と利便性向上を目的として、高速新線経由ながら、特別料金を徴収しない列車が設定された。これが快速（RE）「ミュンヘン・ニュルンベルク・エクスプレス」で、同高速鉄道線が本格的に営業運用を開始した2006年12月改正より、運転されている。
高速新線を経由する快速列車は、既にマンハイム-シュトゥットガルト高速線での事例があったが「ミュンヘン・ニュルンベルク・エクスプレス」は、高速新線を最高速度200km/hで走行することや、高速新線の全区間を走行することが大きな違いである。このため「ミュンヘン・ニュルンベルク・エクスプレス」は2007年現在「ドイツで最も速いローカル列車」となった。2020年12月より使用車両が変更されて最高速度190km/hとなったことから、ドイツで2番目に速いローカル列車となっている。
運営はドイツ鉄道の地域旅客輸送部門であるDB Regio社が行う。
なお、計画段階では、「高速鉄道線を経由して州の首都へ向かうフランケン地方の速達列車」を意味する"FRESH"(Franken-Express über die Schnellfahrstrecke in die Landeshauptstadt )の名称が予定されていた。

## 運転
ミュンヘン発・ニュルンベルク発のいずれも、5時台～21時台に2時間間隔で1日9往復が運転されている。また、月～金曜日のみ、早朝にニュルンベルク発が1本運転される。
所要時間は概ね以下の通りである。
- ミュンヘン ～ インゴルシュタット（81km）：約44～48分
- インゴルシュタット ～ ニュルンベルク（90km）：約43～46分
- ミュンヘン ～ ニュルンベルク（171km）：約1時間45分

ただし、最高速度が190km/hとは言え、最速のICEはミュンヘン～ニュルンベルク間を最高速度300km/hで62分、途中無停車で走るため、所要時間の点では厳然と差がつけられている。また、ミュンヘン発・ニュルンベルク発の各1本ずつを除き、途中のインゴルシュタット中央駅でICEの待避を行う。
停車駅は原則として以下の通りである。
- ミュンヘン中央駅(München Hbf)
- ペータースハウゼン(Petershausen)：一部の列車は通過
- ファッフェンホーフェン(Pfaffenhofen(Ilm))
- ローアバッハ(Rohrbach(Ilm))
- インゴルシュタット中央駅(Ingolstadt Hbf)
- インゴルシュタット北駅(Ingolstadt Nord)
- キンディンク駅(Kinding(Altmühltal))：「ミュンヘン・ニュルンベルク・エクスプレス」のみ停車する
- アラースベルク駅(Allersberg(Rothsee))：「ミュンヘン・ニュルンベルク・エクスプレス」と「アラースベルクエクスプレス」のみ停車する
- ニュルンベルク中央駅(Nürnberg Hbf)

このうち、キンディンク駅とアラースベルク駅は、ニュルンベルク～インゴルシュタット高速新線上に設けられた駅であるが、両駅ともICEは停車しないため、「ミュンヘン-ニュルンベルク-エクスプレス」は、同駅利用者の足となっている。
なお、ニュルンベルク中央駅とアラースベルク駅の間には、ニュルンベルク近郊列車として「アラースベルクエクスプレス」が運転されていたが、こちらはSバーンS5系統に転換された。同区間では「ミュンヘン・ニュルンベルク・エクスプレス」と併せて、30～60分間隔の運転が確保されている。

## 車両

### 2020年以降
シュコダ・プッシュプル・トレインセットが使用されている。

### 開業時

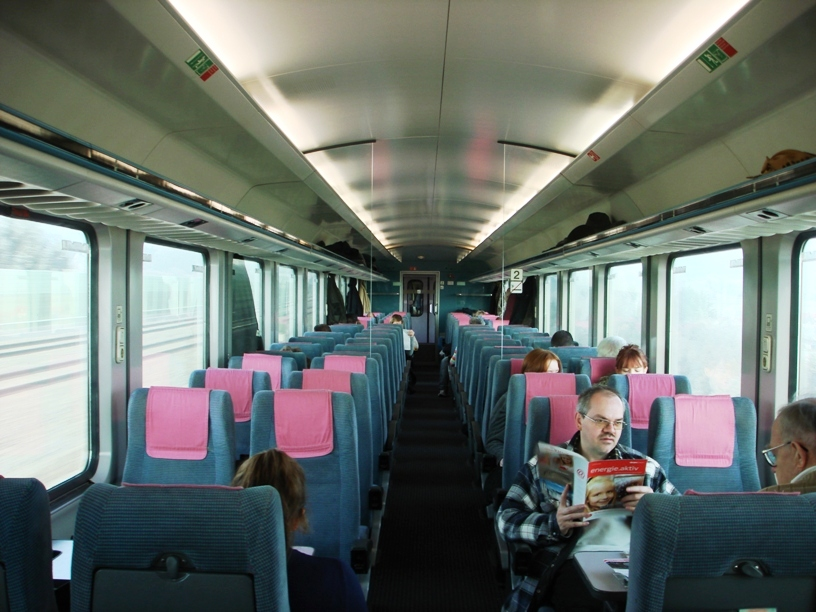
車内

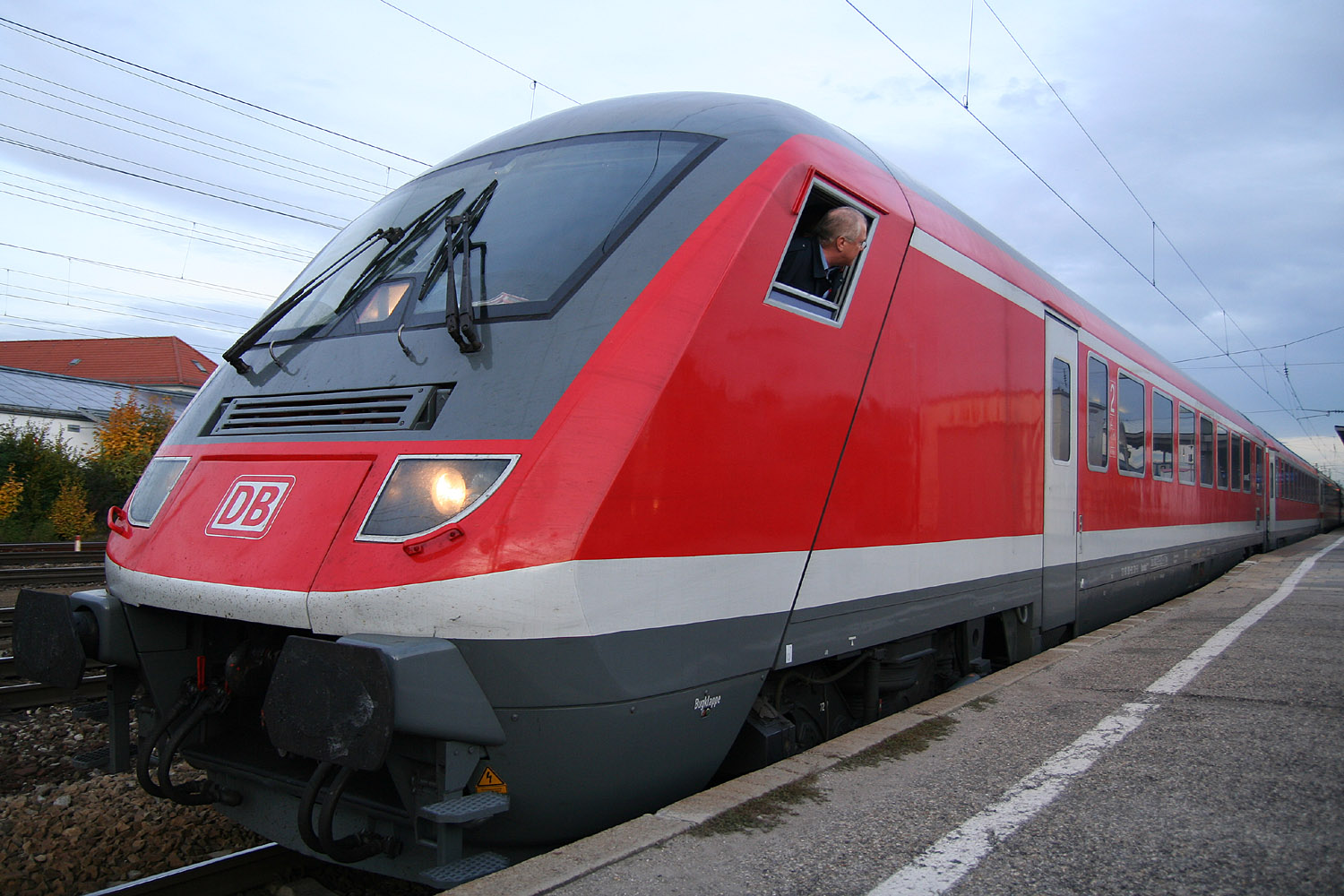
制御客車

編成は、6両の客車を電気機関車が牽引する形態となっている。
電気機関車は、高速新線での200km/h運転に対応する、高速旅客用の101形が使用される。
客車は、1･2等合造車1両、2等車5両で組成されている。この客車はインターシティやユーロシティで使用されていた特急用客車を改装した専用の客車だが、車内設備に大きな変更点は無い。編成の片端には運転台付客車が連結され、同運転台からの遠隔操作により機関車が客車編成を推進する「ペンデルツーク」としての運転も可能である。この運転台付客車には、自転車を積み込むための設備が用意されており、ドイツのローカル列車では一般的に行われているような、自転車の持ち込みも可能である。